# هيلين غورلاي
هيلين غورلاي (بالإنجليزية: Helen Gourlay)‏ مواليد 23 ديسمبر 1946 في لاونسستون، هي لاعبة كرة مضرب أسترالية سابقة وكانت تلعب باليد اليمنى، اعتزلت اللعب في 1978. كما أنها إحدى بطلات الجراند سلام. أعلى تصنيف لها في الفردي كان المركز الـ 12 في سنة 1971.

## بطولات حققتها
- بطولة ويمبلدون
- بطولة أستراليا المفتوحة للتنس

## النهائيات

### الوصافة (2)
| السنة | البطولة                                | المنافس في النهائي  | النتيجة في النهائي |
| 1971  | دورة رولان غاروس الدولية               | ايفون جولاجونج كولي | 3–6, 5–7           |
| 1977  | بطولة أستراليا المفتوحة للتنس (ديسمبر) | ايفون جولاجونج كولي | 3–6, 0–6           |

## الخط الزمني للفردي
مفتاح
| ف | ن | ن.ن | ر.ن | د# | د.م | ل | أ.أ | ت | غ | ب | ف | ذ | م.خ | ل.ت |

(ف) فاز بالبطولة (ن) وصل النهائي (ن.ن) نصف النهائي (ر.ن) ربع النهائي (د#) الأدوار الأربعة الأولى (د.م) دور المجموعات (ل) شارك في كأس ديفيز (أ.أ) خرج من الأدوار الاولى (ت) خسر التصفيات التأهيلية (غ) غاب عن الحدث أو البطولة (ب) حصل على ميدالية برونزية (ف) حصل على ميدالية فضية (ذ) حصل على ميدالية ذهبية (م.خ) بطولة الماسترز خُفضت إلى مرتبة أقل (ل.ت) البطولة لم تعقد في السنة المعينة.
لتجنب الارتباك وازدواجية الحساب، يتم تحديث هذه المعلومات إما في نهاية البطولة، أو عندما تكون مشاركة اللاعب في البطولة قد انتهت.
| الدورة           | 1964  | 1965  | 1966  | 1967  | 1968  | 1969  | 1970  | 1971  | 1972  | 1973  | 1974  | 1975  | 1976  | 1977  | 1977  | 1978  | 1979  | 1980  | إجمالي ف/م |
| ---------------- | ----- | ----- | ----- | ----- | ----- | ----- | ----- | ----- | ----- | ----- | ----- | ----- | ----- | ----- | ----- | ----- | ----- | ----- | ---------- |
| أستراليا         | ر.ن   | د3    | د3    | د2    | د1    | ر.ن   | غ     | ر.ن   | ن.ن   | غ     | د2    | د2    | ن.ن   | ن.ن   | ن     | غ     | غ     | د1    | 0 / 14     |
| فرنسا            | غ     | غ     | د1    | د3    | د3    | د2    | د1    | ن     | د4    | غ     | غ     | غ     | غ     | د3    | د3    | غ     | غ     | غ     | 0 / 8      |
| بطولة ويمبلدون   | غ     | غ     | د2    | د1    | د4    | د3    | د2    | د1    | د2    | د1    | د3    | د2    | غ     | د4    | د4    | د2    | غ     | غ     | 0 / 11     |
| الولايات المتحدة | غ     | غ     | غ     | غ     | غ     | غ     | ر.ن   | د2    | د1    | د1    | د2    | د2    | د3    | د2    | د2    | غ     | غ     | غ     | 0 / 8      |
| م.ف              | 0 / 1 | 0 / 1 | 0 / 3 | 0 / 3 | 0 / 3 | 0 / 3 | 0 / 3 | 0 / 4 | 0 / 4 | 0 / 2 | 0 / 3 | 0 / 3 | 0 / 2 | 0 / 5 | 0 / 5 | 0 / 1 | 0 / 0 | 0 / 1 | 0 / 41     |

- إجمالي ف / م = إجمالي الفوز والمشاركة

## روابط خارجية
- هيلين غورلاي على موقع رابطة محترفات التنس (الإنجليزية)
- هيلين غورلاي على موقع الاتحاد الدولي لكرة المضرب (الإنجليزية)
- هيلين غورلاي على موقع كأس بيلي جين كينغ (الإنجليزية)